# Università di scienze applicate Laurea

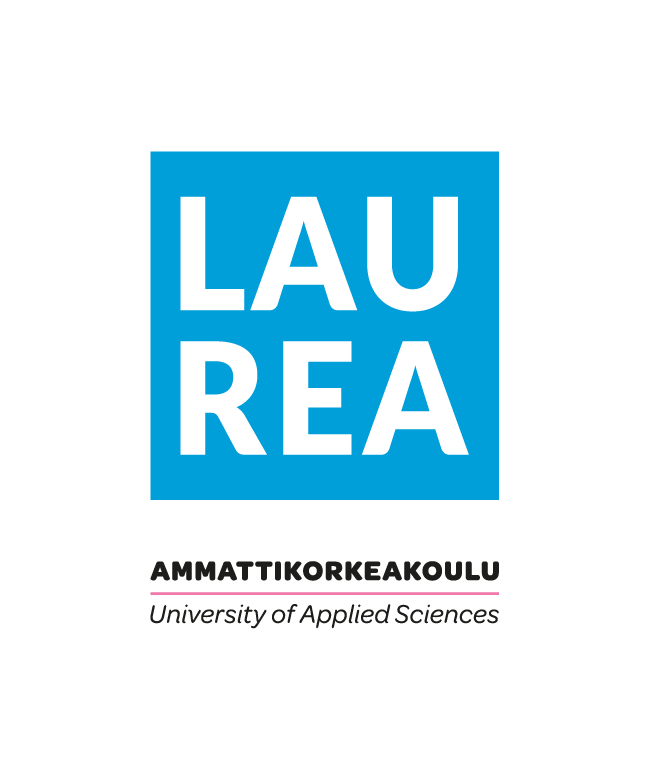
Logo dell'università

L'Università di scienze applicate Laurea (Laurea University of Applied Sciences) è un'università di scienze applicate situata nella regione di Uusimaa nella Finlandia meridionale. È stata fondata nel 1992 e opera in sei campus nella regione di Helsinki e nelle città circostanti. Laurea ha ottenuto lo status di università europea nel 2024.

## Storia
Laurea ha iniziato le sue attività nel 1991 a Vantaa come una delle prime università sperimentali di scienze applicate della Finlandia. Originariamente si chiamava Università di Scienze Applicate di Vantaa. Durante il 1997-1998, l'istituzione si è espansa fino a comprendere circa 20 istituti di istruzione in Uusimaa e ha cambiato il suo nome in Università di Scienze Applicate di Espoo-Vantaa per riflettere i suoi principali comuni proprietari. Il governo finlandese ha concesso a Laurea lo status operativo permanente nel 2000. Nel 2001, l'istituzione ha adottato il suo nome attuale, Università di Scienze Applicate Laurea.

## Organizzazione e Campus

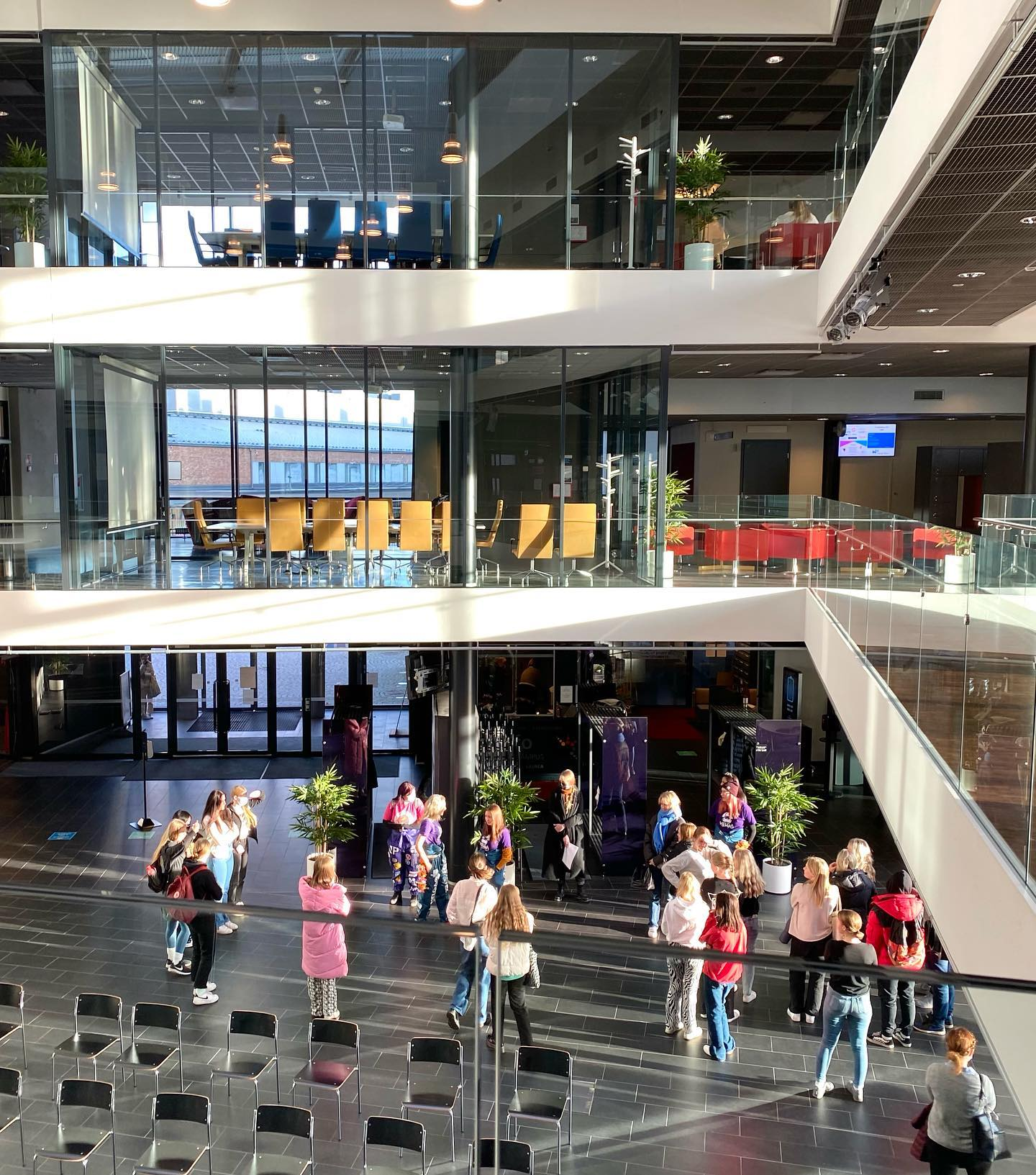
Laurea Porvoo.

Laurea gestisce sei campus in Uusimaa:
- Hyvinkää
- Leppävaara (Espoo)
- Lohja
- Otaniemi (Espoo)
- Porvoo
- Tikkurila (Vantaa)[2]

Al 2023, la comunità Laurea è composta da circa 9.900 studenti, 660 dipendenti e 34.700 ex alunni.

## Programmi accademici

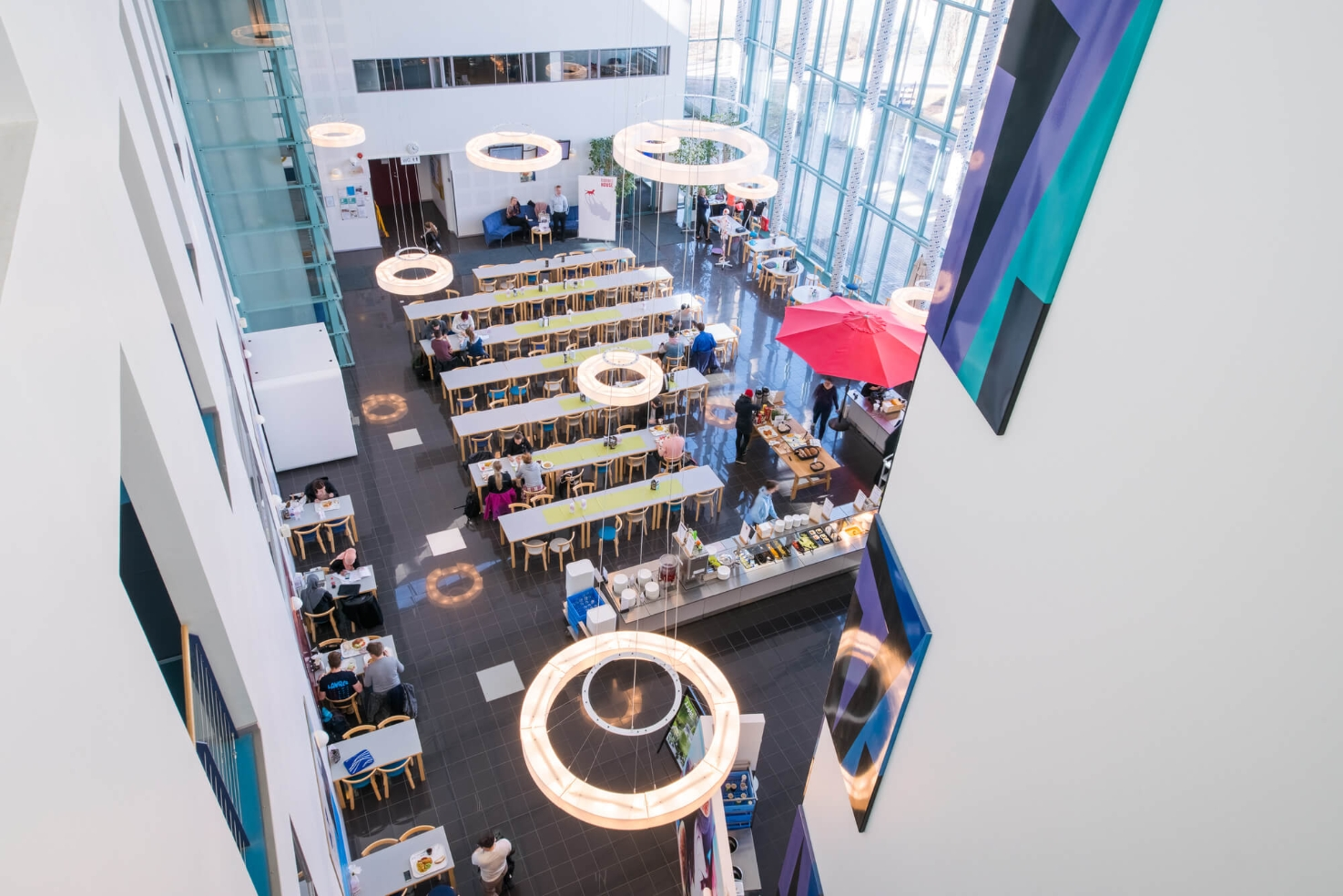
Laurea Otaniemi.

Laurea offre programmi sia di laurea triennale che magistrale in vari campi di studio:
- Gestione aziendale
- Servizi sociali e sanitari
- Gestione dell'ospitalità[3]

L'istituzione ha 18 programmi di studio, di cui sei insegnati in inglese. Alcuni programmi degni di nota includono:
- Laurea triennale in Tecnologia dell'Informazione Aziendale
- Laurea triennale in Infermieristica
- Laurea triennale in Gestione dell'Ospitalità e Design dei Servizi
- Laurea magistrale in Gestione di Progetti Orientati al Futuro
- Laurea magistrale in Salute Globale e Gestione delle Crisi[3]

## Ricerca e sviluppo

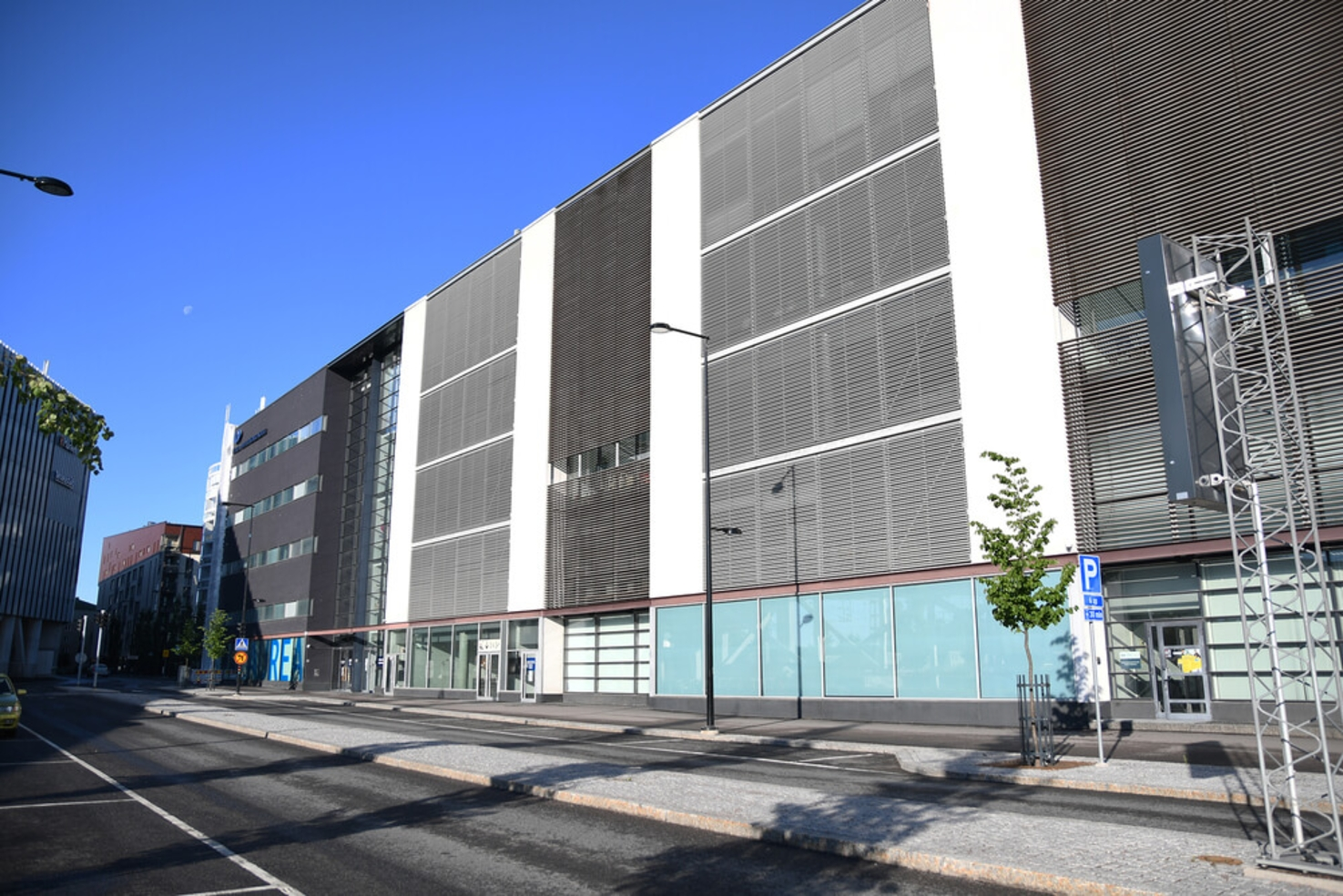
Laurea Tikkurila.

Laurea è attivamente coinvolta in attività di ricerca e sviluppo. L'istituzione ha diversi programmi di ricerca, tra cui:
1. Assistenza sociale e sanitaria sostenibile e diversificata
2. Sicurezza coerente

Nel 2022, i finanziamenti esterni per la ricerca, lo sviluppo e l'innovazione (RSI) di Laurea ammontavano a 7,26 milioni di euro.

## Collaborazione internazionale
Laurea partecipa a programmi di mobilità internazionale, con circa 550 scambi tra Laurea e i suoi 250 partner in tutto il mondo. Nel 2024 è diventata parte dell'iniziativa European Universities, un programma dell'Unione Europea. Nel 2025, i partner di cooperazione di Laurea in Italia erano l'Università di Torino, l'Università di Firenze, l'Università di Urbino e l'Università della Calabria.

## Riconoscimenti e statistiche
Nel 2022, Laurea è stata riconosciuta come l'università di scienze applicate più attraente nella domanda congiunta di assistenza finlandese, con 4,1 candidati di prima scelta per ogni posto disponibile. Altre statistiche degne di nota includono:
- 96,0% tasso di occupazione dei laureati un anno dopo la laurea (2020)
- 1.594 lauree triennali (2022)
- 320 lauree magistrali (2022)
- Fatturato annuo di 59 milioni di euro (2022)[2]

Laurea University of Applied Sciences continua a svolgere un ruolo significativo nel panorama dell'istruzione superiore finlandese, concentrandosi sulla scienza applicata e sull'istruzione pratica orientata all'industria.